# Заимствования в русском языке
Заи́мствование иностра́нных сло́в — процесс, в результате которого в языке появляется и закрепляется некоторый иноязычный элемент; также сам такой иноязычный элемент. Заимствования становятся результатом контактов, взаимоотношений народов, профессиональных сообществ, государств.
Когда в русском языке отсутствует некоторое нужное ему понятие (это может быть как новый «предмет», так и новая «идея»), имеется три возможности:
1. Создать новое слово из собственных подходящих по смыслу словообразовательных единиц (морфем). Например: одуванчик, подбородок, самовар, вертолёт.  Такой способ обогащения языка называется словообразованием. Словообразование происходит во всех языках, это один из важнейших способов обогащения словарного запаса языка. Большинство слов русского языка — собственные, а большинство собственных слов — не кальки. Таким образом, большинство собственных слов русского языка возникли независимо от иных языков.
2. Создать новое слово по образцу иноязычного, то есть сделать кальку с него: например, русское слово языкознание создано по образцу немецкого Sprachwissenschaft, кислород — по образцу латинского oxygenium, предмет — по образцу objectum и т. п. Создание кальки также относится к словообразованию.
3. Использовать для выражения нужного значения уже имеющееся слово, придав ему новое значение по образцу чем-то похожего иноязычного слова; например, русский глагол трогать приобрёл переносное значение «волновать чувства» под влиянием французского toucher.
4. Заимствовать иноязычное слово: таким образом в языке появляются заимствования в узком смысле, например русское ярмарка является заимствованием нем. Jahrmarkt, дизайн из англ. design и т. д.

Слова и значения, созданные по второй и третьей модели, называют заимствованиями в широком смысле. В научной терминологии, стремящейся к однозначности, чаще используется второй механизм и четвёртый.
По характеру и объёму заимствований в русском языке можно отследить путь исторического развития языка, то есть пути международных путешествий, связей и научного развития. Наблюдение за переходом слов и фраз из какого-либо иностранного языка в русский язык помогает понять историю русского языка, как литературного, так и диалектов.
Следует различать заимствования и иностранные слова. Заимствования (слова, реже синтаксические и фразеологические обороты) адаптируются в русском языке, проходят необходимые семантические и фонетические изменения. Адаптация под реалии русского языка является основным признаком, отличающим заимствования от иностранных слов. Иностранные слова сохраняют следы своего иноязычного происхождения. Такими следами могут быть фонетические, орфографические, грамматические и семантические особенности.
В истории языка сменялись периоды преимущественного заимствования:
- из германских языков, латыни и др. (праславянский период);
- финно-угорские и балтские топонимы, как результат переселения в Восточную Европу;
- из греческого и старо-/церковнославянского языка (эпоха христианизации, дальнейшее книжное влияние);
- из тюркских языков (на протяжении всей истории);
- из польского языка (XVI—XVIII века) — полонизмы;
- из нидерландского (XVIII), немецкого и французского (XVIII—XIX века) языков;
- из английского языка (с начала XX века).

## Заимствования в праславянском языке
Большая часть словарного фонда праславянского языка унаследована им от праиндоевропейского или представляет собой собственно славянские новообразования. Однако длительное соседство с неславянскими народами наложило свой отпечаток на словарь праславянского языка. Выявленные заимствования дают представление о языковых контактах праславянского языка и тем самым об истории древних славян.

## Заимствования в древнерусском языке
Многие иностранные слова, заимствованные русским языком в далеком прошлом, настолько им усвоены, что их происхождение обнаруживается только с помощью этимологического анализа.

### Из славянских языков
Церковнославянский язык на протяжении примерно десяти столетий представлял собой основу религиозного и культурного общения православных славян, но был весьма далёк от повседневности. Сам по себе церковнославянский язык был близок, но не совпадал ни лексически, ни грамматически с национальными славянскими языками. Однако влияние его на русский язык было велико, а по мере того как христианство становилось повседневным явлением, неотъемлемой частью русской действительности, громадный пласт церковнославянизмов утрачивал свою понятийную чужеродность (названия месяцев — январь, февраль и т. д., ересь, идол, священник и другие).

### Из неславянских языков

#### Балтизмы
Наличие балтизмов в русском языке обусловлено ассимиляцией славянами, заселившими Восточную Европу, местного балтского населения. Впрочем, собственно число балтизмов крайне невелико: их определение, особенно на раннем этапе, затруднено близостью вплоть до неразличения между праславянским и прабалтийским языками. Среди балтизмов русского литературного языка следующие слова: ковш, кувшин, пакля, скирда, янтарь, деревня, дёготь.

#### Финно-угризмы
Количество заимствований из финно-угорских языков в русском исчисляется десятками. Это обусловлено славянской колонизацией малолюдных пространств Русского Севера и контактами с его финно-угорским населением, а затем русским освоением Поволжья, Урала и Сибири. В литературный русский язык финно-угризмы проникали преимущественно через севернорусские говоры, из которых они нередко обратно заимствовались в финно-угорские языки уже как русизмы. Заимствования относятся к сельскохозяйственной терминологии лесной зоны, северным географическим и климатическим реалиям, и особенно — к названиям видов северных рыб (не менее 11 слов), которые были заимствованы из прибалтийско-финских языков.
- камбала < фин. kampala
- корюшка < вепс. koreh
- мамонт < манс. maŋ-āńt «земляной рог»
- мойва < фин. maiva
- морж < саам. moršša, карел. muržu
- мыза < эст. mõis
- нерпа < фин. norppa
- пахтать < фин. руöhtää «пахтать, сбивать масло»
- пельмени < коми пельнянь «ухо из хлеба»
- пурга < карел. purgu
- рига «овин, гумно» < карел. riihi
- ряпушка < вепс. räpus
- салака < фин. silakka, salakka
- сауна < фин. sauna
- сорога «плотва» < фин. särki
- туес < коми тойис < коми той «берёста»
- тундра < фин. tunturi «высокая безлесная гора», саам. tundar «гора»
- хариус < карел. harjus
- чум < коми чом
- шаньга < карел. sän'gi «урожай»

Ряд финно-угризмов, в частности названий одежды и зимней обуви, не вышел за рамки севернорусского диалекта: дубас, коты «валенки», пимы.

#### Скандинавизмы
Ряд северогерманских (древнескандинавских) слов вошли в древнерусский язык в эпоху викингов. Оценки количества этих заимствований различны у разных авторов, от более чем 100 слов (Форссман) до 34 (Кипарский) и 30 (Струминский), включая личные имена. Согласно наиболее критическому и консервативному анализу, общеупотребительные древнескандинавские заимствования включают кнут, сельдь, шёлк, ящик, а также Русь, варяг, стяг, витязь (от викинг). Многие относятся к особой сфере употребления и перестали широко использоваться к XIII веку, например, берковец (от *birkisk, 'Бирка / бирковый фунт', единица измерения массы, около 164 кг), голбец (от gulf, 'ящик' 'сарай'), гридь (от griði, grimaðr, 'телохранитель конунга'), ларь (от *lári, lárr, 'сундук', 'ствол'), пуд (от pund, единица измерения массы), скала (от skál), тиун (thiónn, управляющий), ябеда (от embætti, 'чиновник').
Древнескандинавское происхождение имеют имена Аскольд, Глеб, Дир, Игорь, Ингварь, Олег, Ольга, Рогволод, Рогнеда, Рюрик, Якун и др. Название государства Русь и произошедшее от него самоназвание русского народа, согласно распространённой версии, происходит от др.-сканд. roþs- — корня, обозначающего профессиональную группу гребцов-варягов.

#### Грецизмы
Заметный след (некоторые считают, что наибольший) оставили грецизмы, пришедшие в древнерусский язык в основном через посредство старославянского в связи с процессом завершения христианизации славянских государств. Активную роль в этом процессе принимала Византия. Начинается формирование древнерусского (восточнославянского) языка. К грецизмам периода X—XVII веков относятся слова:
- научные термины: математика, философия, история, грамматика;
- бытовые термины: известь, сахар, скамья, тетрадь, фонарь;
- наименования растений и животных: буйвол, фасоль, свёкла и другие;
- из области религии: анафема, ангел, епископ, демон, икона, монах, монастырь, лампада, пономарь.
- Более поздние заимствования относятся главным образом к области искусства и науки: хорей, комедия, мантия, стих, логика, аналогия и другие. Многие греческие слова, получившие статус интернациональных, попали в русский язык через западноевропейские языки.

#### Арабизмы
Многие арабизмы вошли в русский язык через другие европейские или тюркские языки. Это такие слова, как: алгебра, адмирал, алкоголь, алхимия, кофе, матрац, эликсир и др.

#### Латинизмы
К XVII веку появились переводы с латинского языка на церковнославянский, в том числе Геннадиевская Библия. В русский язык с тех пор начинается проникновение латинских слов. Многие из этих слов продолжают существовать в нашем языке и поныне (Библия, доктор, медицина, лилия, роза и другие).

## Тюркизмы
Тюркизмы в русском языке — слова, заимствованные из тюркских языков в русский язык в разные исторические периоды.
Слова из тюркских языков проникали в русский язык с тех пор, как Киевская Русь соседствовала с такими тюркскими племенами, как булгары, половцы, берендеи, печенеги и другие. Примерно к VIII—XII векам относятся такие древнерусские заимствования из тюркских языков, как очаг, боярин, шатёр, богатырь, жемчуг, кумыс, ватага, телега, орда. Историки русского языка зачастую расходятся во мнениях о происхождении тех или иных заимствований. Так, в некоторых лингвистических словарях слово лошадь распознаётся, как тюркизм, тогда как иные специалисты относят данное слово к исконно русским.

## Заимствования при Петре I
Поток заимствованной иноязычной лексики характеризует времена правления Петра I.
Преобразовательская деятельность Петра I стала предпосылкой к реформе литературного русского языка. Церковнославянский язык не соответствовал реалиям нового светского общества. Огромное влияние на язык того времени оказало проникновение целого ряда иностранных слов, преимущественно военных и ремесленных терминов, названия некоторых бытовых предметов, новых понятий в науке и технике, в морском деле, в администрации, в искусстве и т. д. С петровских времён существуют в русском языке такие заимствованные иностранные слова, как алгебра, амуниция, ассамблея, оптика, глобус, апоплексия, лак, компас, крейсер, порт, корпус, армия, капитан, генерал, дезертир, кавалерия, контора, акт, аренда, тариф и многие другие.
Голландские слова появились в русском языке преимущественно в петровские времена в связи с развитием мореходства. К ним относятся балласт, буер, ватерпас, верфь, гавань, дрейф, лавировать, лоцман, матрос, рея, руль, флаг, флот, штурман и так далее (см. морские термины).
Из английского языка в это же время были также заимствованы термины из области морского дела: баржа, бот, бриг, вельбот, мичман, шхуна, катер и другие.
Из немецкого языка пришли: фляжка (Flasche), залп (Salve).
Известно, однако, что сам Пётр I негативно относился к засилью иностранных слов и требовал от своих современников писать «как можно вразумительней», не злоупотребляя нерусскими словами. Так, например, в своём послании послу Рудаковскому Пётр I писал:

В реляциях твоих употребляешь ты зело многие польские и другие иностранные слова и термины, за которыми самого дела выразуметь невозможно: того ради тебе впредь реляции свои к нам писать все российским языком, не употребляя иностранных слов и терминов.

## Заимствования в XVIII—XIX веках
Большой вклад в изучение и упорядочение иностранных заимствований внёс М. В. Ломоносов, который в своём труде «Хрестоматия по истории русского языкознания» изложил свои наблюдения о греческих словах в русском языке в общем, и в области образования научных терминов в частности:

…Избегая иноязычных заимствований, Ломоносов в то же время стремился содействовать сближению русской науки с западно-европейской, используя, с одной стороны, интернациональную научную терминологию, составленную преимущественно из греко-латинских корней, а с другой стороны, образуя новые русские термины или переосмысляя уже существующие слова.

Ломоносов считал, что русский язык утратил устойчивость и языковую норму вследствие «засорения» живого разговорного языка заимствованиями из самых разных языков. Это побудило Ломоносова создать «Предисловие о пользе книг церковных», в котором ему удаётся заложить основы русского языка, соответствующего времени.
Активные политические и общественные связи с Францией в XVIII—XIX веках содействуют проникновению в русский язык большого количества заимствований из французского языка. Французский язык становится официальным языком придворно-аристократических кругов, языком светских дворянских салонов. Заимствования этого времени — наименования предметов быта, одежды, пищевых продуктов: бюро, будуар, витраж, кушетка; ботинок, вуаль, гардероб, жилет, пальто, кашне, кастрюля, махорка, бульон, винегрет, желе, мармелад; слова из области искусства: актёр, антрепренёр, афиша, балет, жонглёр, режиссёр; термины из военной области: батальон, гарнизон, пистолет, эскадра; общественно-политические термины: буржуа, деклассированный, деморализация, департамент и другие.
Итальянские и испанские заимствования связаны главным образом с областью искусства: ария, аллегро, браво, виолончель, новелла, пианино, речитатив, тенор, гитара, мантилья, кастаньеты, серенада, а также с бытовыми понятиями: валюта, вилла; вермишель, макароны.
К концу XVIII века процесс европеизации русского языка, осуществлявшийся преимущественно при посредстве французской культуры литературного слова, достиг высокой степени развития. Старокнижная языковая культура вытеснялась новоевропейской. Русский литературный язык, не покидая родной почвы, сознательно пользуется церковнославянизмами и западноевропейскими заимствованиями.

## Заимствования в XX—XXI веках
Лингвист Л. П. Крысин в своей работе «О русском языке наших дней» анализирует поток иноязычной лексики на стыке ХХ и XXI веков. По его мнению, распад Советского Союза, активизация деловых, научных, торговых, культурных связей, расцвет зарубежного туризма, все это вызвало интенсификацию общения с носителями иностранных языков. Таким образом, сначала в профессиональной, а затем и в иных областях, появились термины, относящиеся к компьютерной технике (например, компьютер, дисплей, файл, интерфейс, принтер и другие); экономические и финансовые термины (например, бартер, брокер, ваучер, дилер и другие); названия видов спорта (виндсёрфинг, скейтборд, армрестлинг); в менее специализированных областях человеческой деятельности (имидж, презентация, номинация, спонсор, видео, шоу).
Многие из этих слов уже полностью ассимилировались в русском языке.

## Словообразование с помощью заимствований
Помимо заимствования иноязычной лексики, русский язык активно заимствовал некоторые иноязычные словообразовательные элементы для создания собственно русских слов. Среди таких заимствований отдельного упоминания стоят
- приставки а-, анти-, архи-, пан- и другие из греческого языка (аполитичный, антимиры, архиплуты, панславизм); де-, контр-, транс-, ультра- из латинского (дегероизация, контрнаступление, трансобластной, ультраправый);
- суффиксы: -изм, -ст, -изиров-а (ть), -ер из западноевропейских языков: коллективизм, очеркист, военизировать, ухажёр.

При этом данные словообразовательные элементы зачастую используются в русском языке вместе со словообразовательной моделью, которая свойственна иноязычным словам или элементам этой модели (дирижёр, стажёр и ухажёр с французским суффиксом). В этом проявляется закономерность внедрения иноязычных заимствований в русский язык и их активное уподобление заимствованному языку.
Таким образом, происходит становление иноязычных структурных элементов как самостоятельных морфем в русском языке, иными словами, осуществляется процесс морфемизации. Понятно, что это процесс долговременный, постепенный, предусматривающий ряд этапов и стадий приобретения иноязычным структурным элементом морфемных свойств в русском языке.